# Empereur et Galiléen
Empereur et Galiléen (en norvégien : Kejser og Galilaeer) est une pièce de théâtre de l'auteur norvégien Henrik Ibsen (1828-1906) créée en 1873. Il s'agit d'un drame historique sur l'empereur Julien l'Apostat et sa tentative de restaurer le paganisme hellène.
Ibsen la considérait comme sa pièce principale. Elle compte dix actes, et n'a jamais été jouée en France. Elle s'inscrit dans une série de trois pièces épiques, aux côtés de Brand et Peer Gynt.

## Écriture
Ibsen a commencé à travailler sur la pièce Empereur et Galiléen à Rome en 1864 ; il l'a finie à Dresde et publiée en 1873, et entre deux Il a écrit d'autres pièces, dont Brand et Peer Gynt. En 1864, il a simplement amorcé la réflexion sur la pièce, rassemblant de brèves notes, tandis que le travail de rédaction n'a réellement commencé qu'en 1871.
Ibsen a tout d'abord envisagé d'écrire sa pièce en trois parties : deux parties en trois actes et la troisième en cinq actes. Lors de la rédaction, il a dû faire un grand travail de recherches historiques. De plus, il a sans doute été influencé par la philosophie allemande de l'époque et par les recherches historiques de Eduard Gerhard portant sur les Mystères d'Eleusis, publiées en 1863 et 1863.
C'est à partir de cette pièce qu'Ibsen a commencé à écrire dans un style réaliste, et donc en prose, influencé par les idées du critique danois Georg Brandes à propos du théâtre contemporain, exprimées dans son livre de 1871, Grands courants de la littérature européenne au XIXe siècle,.

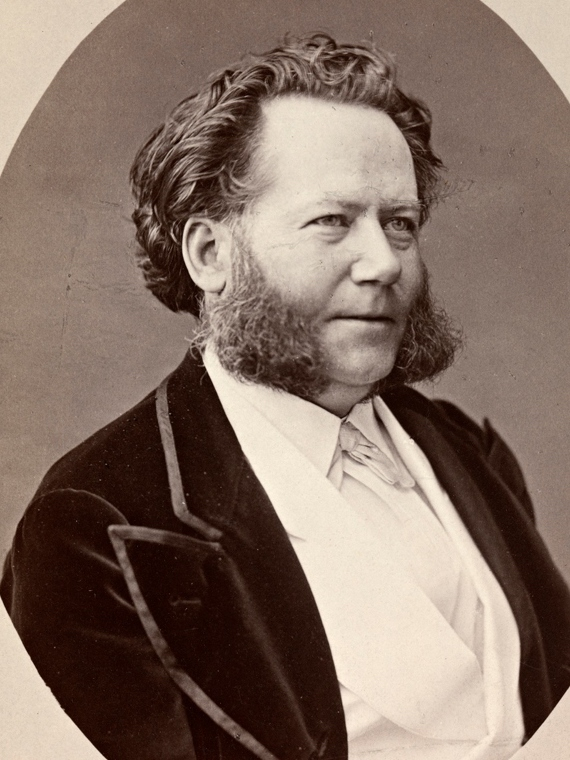
Henrik Ibsen en 1869.

## Personnages et résumés
La pièce est divisée en deux parties — « Apostasie de César » et « L'Empereur Julien ». Si l'on ne compte dans la dramatis personæ que les personnages nommés ou mentionnés individuellement par leur fonction — en laissant donc de côté tous les groupes au pluriel — la première pièce en met en scène trente-trois, et la seconde, trente-huit, dont onze déjà apparus dans la première pièce. On obtient donc un total de soixante personnages pour les deux pièces.
P.G. La Chesnais note, lui, que cinquante-sept personnages sont nommés dans les deux listes d'Empereur et Galiléen, dont quarante sont historiques, et les dix-sept qui ne le sont pas sont de simples comparses (par exemple, Potamon, Myrrha ou encore Varro). La représentation de ces personnages historiques par Ibsen correspond presque toujours à leur caractère, et leurs actes et paroles sont presque tous conformes à ce que l'histoire nous en dit.
L'action se déroule au cours des douze dernières années de la vie de Julien, soit de 351 à 363.

### I.Apostasie de César. Pièce en cinq actes
« Le premier acte se passe à Constantinople, le deuxième à Athènes, le troisième à Éphèse, le quatrième à Lutèce en Gaule, et le cinquième à Vienne, également en Gaule. L'action se déroule entre l'an 351 et l'an 361 ».

#### Personnages
- L'Empereur Constance
- L'Impératrice Eusébia
- La Princesse Hélène, sœur de l'empereur
- Le Prince Gallos, cousin de l'empereur
- Le Prince Julien, demi-frère cadet de Gallos
- Memnon, Éthiopien, esclave de l'empereur
- Potamon, orfèvre
- Folkion, teinturier
- Eunapios, barbier
- Un marchand de fruit
- Un chef de la garde
- Un soldat
- Une femme fardée
- Un paralytique
- Un mendiant aveugle
- Agathon, fils d'un vigneron de Cappadoce
- Libanios, maître de philosophie
- Grégoire de Nazianze
- Basile de Césarée
- Salluste de Pérouse
- Hékébolios, maître en Écriture sainte
- Maximos, mystique
- Euthérios, intendant du palais
- Léontès, questeur
- Myrrha, esclave de la princesse Hélène
- Décentius, tribun
- Sintula, maître des écuries
- Florentius, chef d'armée
- Sévérus, chef d'armée
- Oribase, médecin
- Laipso, sous-officier
- Varro, sous-officier
- Mauros, porte-enseigne
- Soldats, fidèles, spectateurs païens, courtisans, prêtres, étudiants des écoles de philosophie, danseuses, serviteurs, suite du questeur, guerriers gaulois, gens qui apparaissent et voix

#### Résumé

##### Acte I

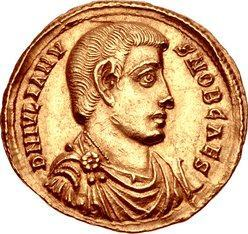
Julien en césar, sur un solidus des années 355-360. On notera qu'il est encore glabre.

La pièce s'ouvre à Constantinople en 351, au cours de la nuit de la Vigile pascale, qui précède Pâques. Le christianisme est désormais la religion officielle de l'Empire romain, cependant, on trouve toujours des sages inspirés plus ou moins fortement par la mythologie gréco-romaine.  La cour impériale se rend à l'église du palais. Julien, le cousin de l’empereur Constance II a maintenant vingt ans.
Devant l'église, un homme l'aborde : Agathon, son ami d'enfance, fervent chrétien, venu expressément de Cappadoce pour le voir. Julien lui parle des craintes que suscitent de vieux maîtres restés païens, en particulier Libanios — en qui Julien voit « le plus dangereux de tous [ces maîtres] ». Au cours de cette discussion, un inconnu, « vêtu selon l'usage des maîtres de philosophie », s'approche de lui, l'interpelle en l'appelant « noble Galiléen », et lui apprend que Libanios attend beaucoup de lui sur le plan philosophique.
Deux éléments troublent profondément Julien au cours de cet entretien. il se rappelle un songe de sa mère, qui, la nuit avant sa naissance rêvé qu'elle mettait au monde Achille. Or voilà que le philosophe lui rapporte que Libanios a dit : « Voyez le Galiléen princier, c'est l'Achille de l'esprit ». Par ailleurs, Agathon lui fait part d'une vision qu'il a eue : un homme en manteau blanc, tenant un roseau, lui a dit de se rendre auprès de « celui qui héritera l'Empire [et de lui ordonner] de descendre dans la grotte et de combattre les lions », ce que Julien interprète comme un combat contre Libanios.
Après cela, l'empereur déclare qu'il a décidé d'élever Gallus, le demi-frère de Julien, au rang de césar, et qu'il l'envoie combattre en Perse. Par ailleurs, Constance exile Libanios à Athènes. Julien déclare alors vouloir se rendre à Pergame pour étudier, mais en réalité il s'agit pour lui de rejoindre Libanios à Athènes.

##### Acte II

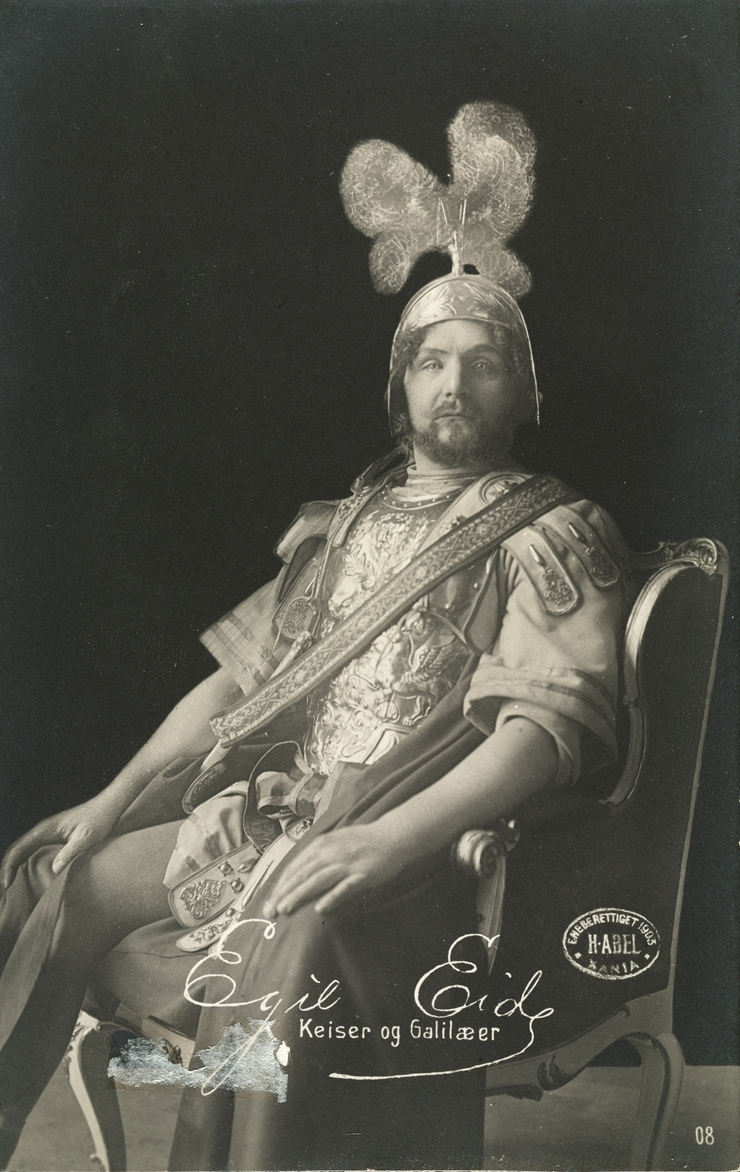
Egil Eide incarnant l'empereur Julien dans la première représentation de la pièce à Oslo en 1903.

À Athènes, Julien a de longues discussions avec Grégoire de Nazianze et Basile de Césarée, deux jeunes de son âge, chrétiens convaincus qui le conjurent de ne pas se détourner du christianisme. Par ailleurs il essaie de comprendre ce que Libanios attend de lui ; il est en quête d'un christianisme véritable, tout en étant attiré par la sagesse du polythéisme hellène. Grégoire et Basile lui apprennent aussi que Gallus gouverne Antioche avec beaucoup de dureté.  
Julien rencontre alors Libanios avec qui il discute de Maximos d'Éphèse, un païen célèbre pour ses cultes magiques et ses pratiques occultes. Libanios lui explique qu'à Éphèse Maxime a « récemment (...) devant une grande assemblée tant de partisans que d'adversaire (..) exécuté des tours interdits sur la statue d'Hécate (...) dans le temple de la déesse. (...) Maximos a prononcé d'étranges exorcismes. Puis il a entonné un hymne que personne n'a compris. Alors, la torche de marbre s'est allumée dans la main de la statue... (...) [E]t tous ont vu que le visage de la statue prenait vie et leur souriait. ». Déçu par cette entrevue avec Libanios, Julien lui dit voir dans le chemin qu'a pris Maximos « le but de toute sagesse » et il décide de se rendre à Éphèse, « Là-bas où les torches s'allument et les statues sourient », pour y voir Maximos. 

##### Acte III
A Éphèse, en compagnie de Maximos, Julien s'adonne au mysticisme et aux cultes païens. Une vision lui enjoint alors de créer le troisième royaume religieux. Il apprend ensuite que Gallus a été assassiné et qu'il est le nouveau successeur de l'empereur. Ce dernier lui donne Hélène, sa sœur, en mariage et l’envoie en Gaule pour rétablir la paix aux frontières de l'Empire.

##### Acte IV
A Lutèce, Hélène attend Julien, qui revient victorieux de ses guerres en Gaule. Le tribun Decentius, envoyé par l'empereur, apprend que l'ordre a été donné de dissoudre l'armée gauloise. Mais à ce moment-là, Hélène devient folle, empoisonnée par des fruits, et elle finit par mourir. Les soldats gaulois, quant à eux, refusent d'être dispersés. En effet, Julien leur a promis qu'ils ne partiraient pas de Gaule — mais l'empereur ne veut pas que Julien tienne ce serment. Les soldats déclarent Julien empereur.

##### Acte V
A Vienne, en Gaule, Julien, dans les catacombes, consulte les esprits. Salluste lui annonce que c'est Constance qui a tué Hélène avec l'enfant qu'elle attendait : il vient de se remarier et ne veut pas d'autres héritiers potentiels que son futur fils. Julien, qui est donc en danger de mort, accomplit un sacrifice pour abandonner la chrétienté et veut aller détrôner l’empereur Constance.

### II.L'Empereur Julien. Pièce en cinq actes
« Le premier acte se passe à Constantinople, le deuxième à Antioche, le troisième pareillement à Antioche, le quatrième dans et autour des territoire de l'Empire, et le cinquième dans les plaines au-delà du Tigre. L’action s'étend de décembre 361 à la fin de juin 363 ».

#### Personnages
- L'Empereur Julien
- Le Général Névita
- Potamon, orfèvre
- Caesarios de Nazianze, médecin ordinaire de l'empereur
- Thémistéos, orateur
- Mamertinos, orateur
- Ursulos, grand trésorier
- Eunapios, barbier
- La femme Barbara
- Hékébolios, maître en Écriture sainte
- Courtisans et fonctionnaires
- Citoyens de Constantinople
- Participants au cortège de Dionysos, joueurs de flûte, danseurs, jongleurs et femmes
- Émissaires des rois des orientaux
- Euthérios, intendant du palais
- Serviteurs du palais
- Juges, orateurs, maîtres et citoyens d'Antioche
- Médon, marchand de grain
- Malkos, collecteur des impôts
- Grégoire de Nazianze, frère de Césaire
- Fokion, teinturier
- La femme Publia
- Hilarion, son fils
- Agathon de Cappadoce
- L'évêque Maris de Chalcédoine
- Participants au cortège d'Apollon, prêtres sacrificateurs, serviteurs du temple, joueurs de harpe, et gardes de la ville
- Le frère cadet d'Agathon
- Cortège des prisonniers chrétiens
- Hérakléos, poète
- Oribase, médecin ordinaire de l'empereur
- Libanios, orateur, premier magistrat d'Antioche
- Apollinaris, compositeur de cantiques
- Kyrillos, enseignant
- Un vieux prêtre du sanctuaire de Cybèle
- Les chanteuses de cantiques d'Antioche
- Fromentinos, centurion
- Jovien, chef de guerre
- Maximos, mystique
- Numa, devin
- Deux autres devins étrusques
- Prince Hormisdas, Perse en exil
- Anatolos, chef de la garde prétorienne
- Priskos, maître de sagesse
- Kytron, maître de sagesse
- Ammien, centurion
- Basile de Césarée
- Makrina, sa sœur
- Un déserteur perse
- Guerriers perses

#### Résumé

##### Acte I

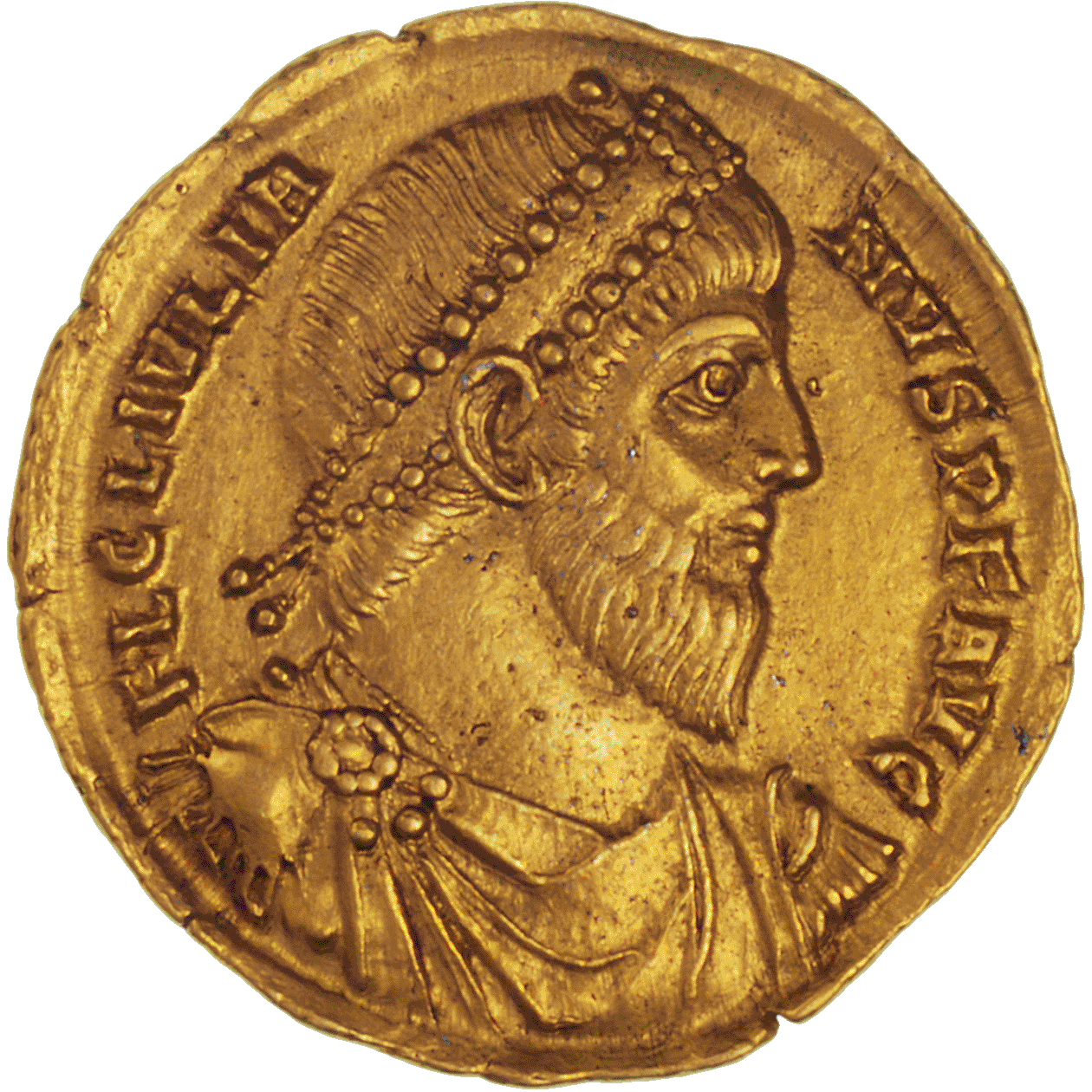
Julien empereur, sur un solidus datant de 361 environ. Il est maintenant barbu.

Lors des funérailles de Constance II, Julien, qui est le nouvel empereur, fait un discours dans lequel il annonce accorder une liberté de religion pour le peuple. Il confesse aussi qu'il honore désormais les dieux païens. D'autre part, il veut vérifier l'état des comptes sous l'empereur Constance II et arrête pour cette raison plusieurs courtisans chrétiens. Il leur déclare qu'ils seront pardonnés s'ils renient leur dieu. Lors d'une procession en l'honneur de Dionysos, Julien sent que trop peu de personnes croient sincèrement aux dieux qu'il vénère. Il déclare donc qu'il part à Antioche.

##### Acte II
Dans son palais d'Antioche, il reçoit Grégoire de Nazianze, lequel déclare à l'empereur qu'il a été désigné pour lui annoncer qu'il va détruire avec d’autres chrétiens le temple de Fortuna à Césarée. Ceux-ci pensent en effet que leur Dieu est mécontent. Julien les menace alors de mort. Ensuite, il participe à une procession en honneur d’Apollon, qui croise un cortège de prisonnier chrétiens ayant bafoué le temple de Vénus. Julien voit parmi eux Agathon qui refuse le pardon que lui propose l'empereur. Devant le temple d'Apollon, Julien est maudit par un évêque, et le temple s'écroule.

##### Acte III

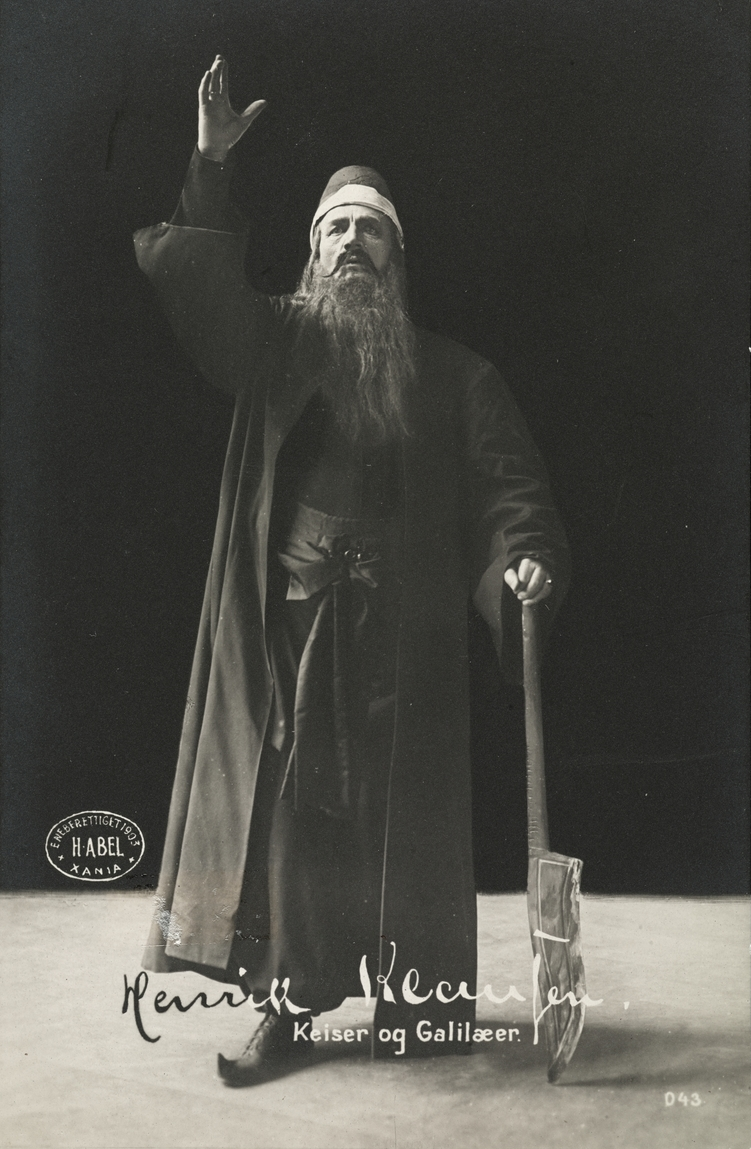
Henrik Klausen interprétant Maximos au cours de la première représentation norvégienne de la pièce à Oslo en 1903.

Antioche est dirigée avec une main de fer par un homme que Julien a choisi. Libanios, devenu magistrat de la ville s'en plaint. Julien lui dit qu'il punit le peuple qui croit trop en Jésus. Pour ce faire, les Écritures Saintes sont brûlées et les chrétiens, expropriés. Julien veut leur prouver que Jésus se trompe en disant que le temple de Jérusalem ne sera jamais rebâti : il a envoyé des gens pour le reconstruire. Arrive Jovien, chargé de cette mission, qui annonce qu'il n'a pas réussi à rebâtir le temple: des tremblements de terre l'ont détruit à nouveau. Ensuite, Julien décide de déclarer la guerre au roi perse : il veut contrôler le monde.

##### Acte IV
L'armée de l'empereur est à la frontière perse. Julien veut atteindre Ctésiphon. Il se compare à ses dieux en obligeant les soldats à brûler de l'encens sur une de ses statues pour recevoir leur solde. Les soldats chrétiens sont au désespoir en apprenant qu'ils ont participé à un culte païen. Un déserteur perse arrive, et annonce à Julien qu'il est pris au piège par le roi perse et qu'il doit brûler sa flotte pour attaquer par les terres perses. Julien s'exécute mais découvre, trop tard, que le déserteur a menti, et qu'il s'est enfui.

##### Acte V
La campagne semble vouée à l'échec : les augures se taisent, ce qui est mauvais signe et les Perses brûlent leurs champs. Les conseillers de Julien s'inquiètent pour lui: il a tenté de se suicider, car tout le monde saura sa défaite. Les Perses attaquent le camp. Agathon tue Julien avec une lance dans la mêlée. Après la victoire, Julien meurt tandis que Jovien est déclaré empereur.

## Représentations et traductions
La pièce a été publiée le 16 octobre 1873 à Copenhague, dans un tirage de 4 000 exemplaires, qui sera suivi la même année par un tirage de 2 000 exemplaires. Une version remaniée en six actes est donnée au Stadttheater de Leipzig le 5 décembre 1896 et sera reprise à Berlin, au Belle Alliance Theater, le 16 mars 1898 , à l'occasion du soixante-dixième anniversaire d'Ibsen. Le 20 mars 1903, L'Apostasie de César est jouée à Christiania, au Nationaltheatret. Ce même théâtre présentera la pièce dans son intégralité, bien que dans une version écourtée, en 1955. En 2006, la pièce n'avait toujours pas été montée en France. En 2011, une représentation au National Theater, à Londres, avec la coupe de  parties,.
D'autre part, Empereur et Galiléen a été traduit en anglais (1876), traduction revue en 1890. Elle a aussi été traduite en allemand (1888, en deux versions différentes), en français à quatre reprises (1895 par Charles de Bigault de Casanove — revue en 1902, 1937 par P.G. La Chesnais, 2000 par Denise Bernard-Folliot, et 2008 par Régis Boyer), en italien (1902), en espagnol (1903), etc.,.

## Analyse
Ibsen voyait dans Empereur et Galiléen. Cependant Régis Boyer, et nombre de critiques avec lui, voit dans ce long drame une œuvre trop abstraite et difficile à jouer. Toutefois, et même si la fin de la pièce reste obscure, elle est intéressante car Ibsen a mis beaucoup de lui-même dans le personnage de Julien : tous deux recherchent la vérité, mais se heurtent aussi à leurs doutes et à leurs contradictions.

## Correspondances avec l'Histoire
Cette pièce est historique, en ce sens qu'elle s'inspire de la vie de l'empereur Julien. La généalogie correspond avec la réalité : il a pour demi-frère Gallus, et son père et ses oncles ont tous été tués par Constance II et ses frères.
Dans la pièce, Julien dit être constamment surveillé. De fait, Julien fut isolé pendant six ans dans la forteresse de Macellum en Cappadoce, mais c'était bien avant les faits évoqués par la pièce et il ne semble pas qu'il ait été étroitement surveillé après sa libération.
En 351, son demi-frère Gallus est effectivement nommé César d'Antioche par Constance avant d'être destitué et exécuté pour avoir condamné à mort nombre de notables.
Julien aurait suivi des cours de Libanios, mais à Nicomédie, où il est allé en 335 pour ses études, et non à Athènes. En revanche, dans cette ville il côtoie Basile de Césarée et Grégoire de Nazianze, comme dans l’œuvre. Puis Julien aurait peut-être fréquenté Maxime d'Éphèse. Constance donne Hélène en mariage à Julien, qui poursuit néanmoins une vie acétique et n'eut pas d'enfant. Constance l'envoie pacifier la Gaule, comme dans l'acte de trois de la première partie. Mais, historiquement, Julien devait surtout défendre la Gaule contre les invasions germaniques. Hélène ne l'a pas attendu à Lutèce, contrairement à ce que l'on trouve dans la pièce — elle est restée en Italie. D'autre part, elle ne fut pas non plus assassinée par Constance qui aurait craint qu'elle ne donne un héritier à Julien.
En ce qui concerne les actes de Julien dans le domaine religieux, il a en effet autorisé tous les cultes païens au début de son règne (qui fut bref : de 361 à 363). Il n'a pourtant pas réellement persécuté les chrétiens, contrairement à ce qui dit Grégoire de Nazianze dans la pièce, bien qu'il ait destitué plusieurs notables de leurs fonctions à cause de leur religion et qu'il ait écrit un ouvrage contre les chrétiens, titré Contre les Galiléens (ce que mentionne la pièce). Grégoire de Nazianze n'aurait pas menacé Julien de détruire le temple de Fortuna. Julien a effectivement tenté de reconstruire le temple de Jérusalem pour les Juifs.
Quant à la guerre entreprise contre les Perses, Julien a bien mené une campagne contre les Perses jusqu'à leur capitale Ctésiphon. Cependant, dans le texte d'Ibsen, il n'atteint pas la capitale et les armées tentent de revenir en arrière avant. De plus, le dramaturge a créé un personnage de déserteur perse qui convainc Julien de brûler ses vaisseaux — ce qui ne s'est pas produit pas dans la vraie campagne.
La mort de Julien, dans la pièce, est due à Agathon, un chrétien, qui envoie une lance sur lui. Julien crie : « Tu as vaincu Galiléen ! ». Historiquement, il meurt après avoir été blessé par une lance, lors d'une attaque perse. La phrase « Tu as vaincu Galiléen » est apocryphe et lui est attribuée par l'Histoire Ecclésiastique de l'évêque Théodoret de Cyr.